# Чалов, Павел Иванович
Па́вел Ива́нович Ча́лов (30 сентября 1921, Темиргоевская, Кубанская область — 5 июля 2000, Сочи, Краснодарский край) — капитан 1-го ранга, Герой Советского Союза (1945).

## Биография
Родился 30 сентября 1921 года в станице Темиргоевская (ныне Курганинского района Краснодарского края) в семье рабочего. Окончил 10 классов.
С 1929 года жил в ауле Хакуринохабль Шовгеновского района Адыгейской АО(ныне Республика Адыгея).  Для получения среднего образования Чалов переезжает к старшей сестре в станицу Гиагинскую. После окончания средней школы № 1 станицы Гиагинской, поступает учиться в Ленинградское высшее военно – морское гидрографическое училище.
В Военно-Морском Флоте с 1939 года. Окончил 2 курса Ленинградского высшего военно-морского гидрографического училища.  Участник Великой Отечественной войны. С 24 июня 1941 года он командир отделения сигнальщиков на канонерской лодке «Кама» Балтийского флота. В ноябре 1942 года лучших моряков командование посылает на курсы по подготовке офицерского состава Балтийского флота в блокадный Ленинград. С ноября 1943 года помощник командира сторожевого катера "Д-3" дивизиона сторожевых катеров Охраны водного района Таллинского и Кронштадтского морских районов Краснознамённого Балтийского флота. К октябрю 1944 года младший лейтенант Павел Чалов совершил более двухсот боевых выходов.
В октябре 1944 года,уже будучи командиром катера, Чалов совершил высадку на Моонзундские острова 595 десантников. Его катер сбил три самолёта, потопил подводную лодку и два катера, а также обезвредил семь магнитных мин.
Указом Президиума Верховного Совета СССР от 6 марта 1945 года Чалову присвоено звание Героя Советского Союза.
После войны П. И. Чалов продолжил службу в Военно-Морском Флоте. В 1949 году он окончил Высшие специальные классы офицерского состава учебного отряда подводного плавания. В 1960 году уволен в запас в звании капитана 2-го ранга. Жил в Таллине. Работал в объединении «Эстрыбпром». С 1997 года жил в городе Сочи. Умер 5 июля 2000 года.

## Награды
- Герой Советского Союза;
- орден Ленина;
- орден Октябрьской Революции;
- орден Отечественной войны 1-й степени;
- два ордена Красной Звезды;
- медали.